# Петерсон, Карла
Карла Констанса Петерсон (исп. Carla Constanza Peterson; род. 6 апреля 1974, Кордова, Аргентина) — известная аргентинская актриса театра, кино и телевидения. Трижды лауреат национальной премии в области радио и телевидения Martín Fierro.

## Биография

### Ранние годы
Карла Петерсон родилась 6 апреля 1974 года в городе Кордова (Аргентина), где прожила около трёх лет. Её отец был инструктором авиации, а мать — адвокатом. Карла — самая старшая из трёх детей (сестры живут в Швеции, откуда родом её семья). Хотела стать актрисой с тех пор как себя помнит.

### Карьера
Своим учителем Карла считает Мигеля Герберова. Он сыграл немалую роль в её становлении как актрисы классического театра и был её руководителем в нескольких постановках («Зимняя сказка», «Всё хорошо, что хорошо кончается», «Как вам это нравится» Шекспира, «Замок» Кафки). В 2004 году Карла участвовала в фестивале в Германии с первой постановкой пьесы Шекспира на испанском языке. В возрасте 18 лет Карла переехала на несколько месяцев в Нью-Йорк, а потом в Лос-Анджелес, где брала уроки танцев (джаз, чечётка) под руководством Кэти Теран и Адольфо Кольке. Также Карла училась пению (контральто) у Норы Фейман. Первое появление Карлы на телевидении состоялось в 1992 году в программе 9 канала Dance Party. После участия в сериале «Русская горка» её стали активно приглашать в другие проекты. Широкую известность ей принесла роль Констанции Инсуа в телесериале «Ты — моя жизнь». Сериал имел очень хорошие рейтинги и был также показан в России. Но поистине мировую славу ей принесла роль Лолы в сериале «Лалола» — истории о заядлом бабнике, которого одна из его очередных отвергнутых пассий превратила в женщину. Несколько раз актриса была номинирована на премию Martin Fierro (за лучшую актрису комедии вместе с Моникой Айос − 2006). Первые награды Карла получила в 2007 году за роль Лолы, как лучшая комедийная актриса, получив национальные премии Clarín и Martin Fierro.
В 2008 году Карла снялась в сериале «Успешные сеньоры Пеллс», который принёс ей вторую премию Martin Fierro. Также в 2008 году Карла снялась в первом фильме под названием «Окно». Актриса принимала участие в озвучке мультфильма «Рататуй» (Колетт). Петерсон снялась в нескольких рекламах — Sedal в том числе (Sunsilk в России).
С 2011 Карла снялась в нескольких сериалах «Один год, чтобы прожить вновь», «Принудительные времена», «Терапия», которые с переменным успехом шли на аргентинском телевидении. Также вышли несколько полнометражных фильмов, один из них, «2+2», был запущен в российский прокат 12 июня 2013 года.
Карла продолжила играть в театре в постановках с участием своей подруги Гризельда Сисилиани в спектакле «Глупое сердце», с Адрианом Суаром в постановке «Война двух роз», Хуаном Минухином в спектакле «Венера в мехах».
Третью награду Martin Fierro ей принес в 2015 году сериал «Красотки», ставший триумфатором последней премии.

### Личная жизнь
После двухлетнего романа с актёром Майком Амигорена Карла вышла замуж за бывшего министра экономики Аргентины Мартина Лусто. Они поженились в 2012 году, а 26 января 2013 года у них родился сын Гаспар.

## Фильмография

### Кино
- 2008 — Окно — La Ventana
- 2010 — Фреска — El Mura
- 2010 — Бунт пернатых — Plumíferos — Aventuras voladoras (озвучивание)
- 2011 — Глухие стены — Medianeras
- 2012 — 2+2 — Dos más dos
- 2014 — Тепловой удар — Las insoladas — Флор
- 2016 — 1+1. Нарушая правила — Inseparables — Вероника
- 2017 — Мама уехала — Mamá se fue de viaje — Вера

### Телевидение
- 1992 — Принцесса — Princesa
- 1994 — Учиться летать — Aprender a volar — Джульета
- 1994—1995 — Русская горка — Montaña Rusa — Мария
- 1996 — Детка — La nena — Соль
- 1997 — Полтора апельсина — Naranja y media — Валерия
- 1998 — Касабланка — Ojitos verdes
- 1998 — Серенада — La Nocturna
- 1998 — Люблю, люблю — Te quiero, te quiero
- 1999—2000 — Бесконечное лето — Verano del '98 — Перла Гомес
- 2001 — Влюблённые — Enamorarte — Люсия Прието
- 2002—2004 — Такая любовь — Son amores — Брижит
- 2004 — Общежитие — Los Pensionados — Сандра
- 2004 — Няня — La niñera — Ана Вейнер
- 2005 — В поисках отца — Amarte así — Шанталь Гонсалес
- 2005 — Женщины-убийцы — Mujeres Asesinas — Аналия
- 2006—2007 — Ты — моя жизнь — Sos mi vida — Констанса Инсуа
- 2007—2008 — Лалола — Lalola — Лола Падилья
- 2008—2009 — Успешные сеньоры Пеллс — Los exitosos Pells — Соль Пеллс
- 2010 — Один год, чтобы прожить вновь — Un año para recordar — Ана Сантос
- 2012 — Принудительные времена — Tiempos compulsivos — Инес Алонсо
- 2013 — Терапия — En terapia — Хулиана Россо
- 2014—2015 — Красотки — Guapas — Мария Эмилия «Мэй» Гарсия дель Рио
- 2016 — Воспитывая Нину — Educando a Nina — Пас Эчегарай

## Театр
- 2000—2001 — Девушки-католички — Chicas catolicas
- 2001—2002 — Всё хорошо, что хорошо кончается — Todo Está Bien Si Termina Bien
- 2002 — Как вам это понравится — Para todos los gustos
- 2004—2005 — Замок — El Castillo
- 2005 — Кто такая Ханет? — ¿Quién es Janet? (также сценарист)
- 2006—2007 — Комедия — Comedia
- 2007—2008 — Ceremonia Enamorada (режиссёр)
- 2009—2010 — Глупое сердце — Corazón idiota
- 2011 — Война двух роз — La guerra de los roses
- 2015 — Венера в мехах — Venus en la piel

## Награды и номинации

### Премия Martín Fierro
| год  | категория                             | сериал                    | результат    |
| ---- | ------------------------------------- | ------------------------- | ------------ |
| 2002 | Лучшая женская роль второго плана     | Son amores                | номинирована |
| 2006 | Актриса в комедии                     | Ты моя жизнь              | номинирована |
| 2007 | Лучшая главная роль в комедии         | Лалола                    | победитель   |
| 2008 | Лучшая главная роль в комедии         | Los exitosos Pells        | победитель   |
| 2009 | Лучшая главная роль в комедии         | Los exitosos Pells        | номинирована |
| 2014 | Лучшая женская роль de Ficción Diaria | Guapas                    | победитель   |
| 2019 | Лучшая женская роль de Ficción Diaria | Cien días para enamorarse | победитель   |

### ПремияClarín
| год  | категория                      | сериал             | результат    |
| ---- | ------------------------------ | ------------------ | ------------ |
| 2002 | Лучший женский актёрский дебют | Son amores         | победитель   |
| 2007 | Лучшая женская роль в комедии  | Лалола             | победитель   |
| 2008 | Лучшая женская роль в комедии  | Лалола             | победитель   |
| 2009 | Лучшая женская роль в комедии  | Los exitosos Pells | номинирована |

### Премия Konex
| год  | категория                                                 | результат  |
| ---- | --------------------------------------------------------- | ---------- |
| 2011 | Почетный диплом: Лучшая телевизионная актриса десятилетия | победитель |